# Cantone di Évry-Courcouronnes
Il Cantone di Évry-Courcouronnes è una divisione amministrativa dell'Arrondissement di Évry.
È stato costituito a seguito della riforma approvata con decreto del 24 febbraio 2014, che ha avuto attuazione dopo le elezioni dipartimentali del 2015.

## Composizione
Comprende il nuovo comune Évry-Courcouronnes, creato il 1º gennaio 2019, fusione dei due comuni:
- Évry e
- Courcouronnes,